# Humankind
Humankind (del inglés: Humanidad)(abreviado HK) es un juego de cartas coleccionables desarrollado por Salo, S. A. en Chile y que fue distribuido de forma internacional entre 2005 y 2007 en diversos países de Hispanoamérica. Bajo la dirección creativa de Ivan Cardemil quien concibe el marco teórico y el nombre del juego inspirado en la teoría "Indigo". Editado y desarrollado editorialmente por José Luis Flores Letelier, con reglas de juego concebidas por Nicolás Fierro. Se publicaron 4 libros escritos por José Luis Flores Letelier, los cuales profundizan y exploran el universo de Humankind y los Desviantes.

## Producción
Desde el 2005 al 2007 se lanzaron 4 ediciones de cartas por parte de Salo. En 2010, la empresa Salo S. A. se declara en bancarrota y, con ello, termina la publicación de las cartas Humankind.
Un videojuego desarrollado por DarkPolygon Games en formato de TCG digital fue lanzado a mediados de 2017 titulado Humankind: The Awakening.
El 2019 se anuncia el relanzamiento de la marca bajo el control de Klu!, empresa encargada del desarrollo de cartas y juegos de Fenix Entertainment, en donde se reimprimen todas las ediciones de la llamada "Era Salo" en formatos de colecciones, a su vez se lanza en agosto del 2020 la denominada "Selección Humankind"  que en cajas de sobres y sobres tuvo el nombre "Humandkind El Regreso", el cual es un set compilatorio de las mejores cartas de dicha Era, incluyó cartas con diseño Raditx y algunas en formato full art, que sería un adelanto de lo que se vendría luego en "Colosos".
A mismo tiempo en el 2020 se anuncia que, luego de 15 años de hiatus, se lanzará una nueva edición la que se llamara "Colosos", la cual luego de reiterados problemas relacionados con la pandemia del COVID-19, es lanzada en marzo del 2021 trayendo a los aficionados y seguidores del juego nuevas cartas y temáticas especiales, a su vez un nuevo lore por descubrir.
Se anuncia el desarrollo y posterior lanzamiento de "Alto Voltaje", un mini-set enfocado en la temática de la música en las diferentes facciones, son 60 cartas, 15 por cada facción, que presentan las diferentes luchas que libran los diferentes personajes de cada facción dentro y fuera del escenario.
Está en planes futuros la publicaciones de una sexta edición conocida como "Circe", que relata los hechos luego de que los colosos despertaran y se unieran a las filas de sus facciones. Por ahora no hay fecha oficial pero se especulaba que tendría salida al mercado en enero del 2022, sin embargo por razones que se desconocen no ha sido presentada aún, a excepción de algunas cartas promo de adelanto.

## Universo
Humankind recrea un mundo a inicios del siglo XXI en el que 4 Facciones están inmersas en un conflicto mundial oculto a ojos de la humanidad, debido a que cada una quiere dirigir a la raza humana en la nueva fase de la evolución a su manera. Las Facciones están compuestas por Desviantes, humanos que están un paso adelantado en la evolución. Cada Facción posee distintas ideologías y organizaciones que se encuentran muy enraizadas en cada una. El conflicto se desarrolla en todos los continentes y países, principalmente en América. 
El poder usado es la voluntad (similar al concepto de esencia utilizado en la filosofía, consiste en un grupo no material de partículas en constante movimiento aleatorio, que el ser humano no nota y que se encuentra en todos los organismos vivos) el cual los Desviantes pueden sentir, manejar y usarlo de formas muy diferentes. Los poderes de los Desviantes varían de uno a otro, se basan en su mayoría en fenómenos naturales claros y sintéticos, pero hay otros que involucran aspectos físicos mucho más complejos.

## Las Facciones

### Quimera
Son los recién llegados a este conflicto, aún no han conseguido hacerse de una organización fuerte, pero encuentran en su poder el valor de sus convicciones y en la certeza de que el mundo debe escoger la senda de la luz, para que la humanidad llegue a su próximo estado de Evolución. Sus filas están compuestas por rebeldes, soñadores y unos cuantos guerreros. Aunque la mayoría de sus miembros son jóvenes, han obtenido importantes logros al combatir a sus enemigos. Escudados por el poder de la esperanza, luchan en un mundo hostil por conseguir su objetivo, armados tan solo con las herramientas que les ha dado la vida. 
Algunos Desviantes de esta Facción son: Lázaro, Eric, Mykhaltso, La Polilla, Coyote, Anita, Hawkline, Naginata, Purgo y Vicente. Su color representativo es el azul.

### Acracia
Aparentemente son los más pequeños y desorganizados en este conflicto, sin embargo, no hay lugar donde no puedan llegar, ya sea, infiltrándose en alguna agrupación rival, o simplemente saboteando alguna acción enemiga. Expertos en el caos y el secreto, son creyentes en la Anarquía como medio de organizar el futuro. Sus miembros pueden encontrarse en cualquier parte, pero sus fuertes están en las calles, donde utilizan sus contactos clandestinos para conseguir sus metas. 
Algunos Desviantes de esta Facción son: Sombra, Tamara, Takeshi, Koj, Sid, Ronin, Mangosta, Afework y Sartre. Su color representativo es el amarillo.

### Corporación
Ambiciosa y siniestra, al mismo tiempo que poderosa y global es "La Corporación". Un ente fundado a inicios de la Guerra Fría para evitar que los Desviantes tomen el poder del mundo. Creen en el orden y el control total como modo de vida, donde cada habitante de esta tierra es un “número”. Aquellos con Dones especiales deben someterse a La Corporación, o morir. Son la Facción más poderosa en lo tecnológico y económico, capaces de comprar un pequeño estado de ser necesario, cosa que han hecho más de una vez. 
Algunos Desviantes de esta Facción son: Avatar, Aleph, Sacristan, Hargo, Bedrosian, Ika Marina, Falcon, Metallo, Dr. Mikhail Camus y Tarika. Su color representativo es el rojo.

### Abismales
Son la Facción más antigua, su poder es asombroso, pero sus almas han sido absorbidas en la Entropía que desean sumergir a la humanidad en la oscuridad. Se dice que han penetrado a las otras Facciones, corrompiendo a sus miembros, usándolos para sus propios fines, pero esto puede ser un rumor, para provocar el pánico en sus enemigos. Su creencia excelsa es que la humanidad debe perecer, dar paso a una nueva generación de semi-dioses, amos de la vida y la muerte, han de acabar con cualquiera que se les cruce. Ellos se dotan de extraños poderes, que ningún mortal ha visto antes.
Algunos Desviantes de esta Facción son: Petrov Ivanovich, Boris G. Baltazo, Bar-Lugura, Antonia, Aztaroh, Della Baltazo, Ahazu, Daemonoide, Banjo y las Hermanas de la Locura. Su color representativo es el verde.

## Ediciones
Humankind cuenta a la fecha con 5 Ediciones y un mini-set que expanden la historia Desviante y las estrategias:

### Evolución
Son inicios del siglo XXI, se nos muestra en su plenitud el universo y las facciones de Humankind, se conocen a los líderes actuales de las facciones así como los principales santuarios alrededor del mundo.  
Fecha de Lanzamiento: 1 de octubre de 2005.
Número Total de cartas: 255 y 7 promocionales.
Frecuencia: 95 Raras, 80 Infrecuentes y 80 Comunes.
Cartas importantes: Petrov Ivanovich, Avatar, Sombra y Eric.
Lema: “Una Nueva Estirpe despierta su poder.”

### Desviantes
La guerra total se ha desatado entre las facciones, se conoce al resto de los personajes que componen las filas de las facciones, nuevos poderes y nuevos santuarios. La temática es algo más agresiva en el sentido que hay más en juego. Se busca darle aún más tridimensionalidad a la temática, y que no se olvide el hecho de que hay tantos secretos, mentiras y verdades veladas, que podrían perderse de no aferrarse a sus ideales.
Fecha de Lanzamiento: 20 de marzo de 2006.
Número Total de cartas: 280 y 15 promocionales.
Frecuencia: 100 Raras, 90 Infrecuentes y 90 Comunes.
Cartas importantes: Mykhaltso, Baltazo, Sartre y Sacristán.
Lema: “La Humanidad no volverá a ser la misma.”

### Suburbia
Han pasado varios años, la guerra se intensifica y los campos de batalla son las calles de las ciudades, muchos Desviantes han muerto y otros ya no son los mismos, pero esto no significa que sus nombres hayan cambiado. Las habilidades son cada vez más específicas y el trabajo en equipo es la clave del éxito. Finalmente la guerra termina de forma abrupta y catastrófica para todas las facciones.
Fecha de Lanzamiento: 8 de julio de 2006.
Número Total de cartas: 200 y 5 promocionales
Frecuencia: 76 Raras, 62 Infrecuentes y 62 Comunes.
Cartas importantes: Petrov Ivanovich, Avatar, Tamara, Eric y Sombra.
Lema: “¡¡La batalla arde en las calles!!”

### Radix
Lleva a los orígenes de las facciones, se nos muestra el pasado y origen de varios personajes así como sus predecesores, redondeando entre los años 1920 y 1970, centrándose en la Segunda Guerra Mundial, hecho decisivo en la historia de los Desviantes, donde algunas facciones caen mientras otras se alzan.
Fecha de Lanzamiento: 14 de abril de 2007.
Número Total de cartas: 230 y 8 promocionales.
Frecuencia: 70 Raras, 80 Infrecuentes y 80 Comunes.
Cartas importantes: Oscar D’esaille, Arnwulf Baltazo, Arturo Marchen, Espartaco y Yanko D'esaille.
Lema: “La lucha por el futuro se ha desatado.”

### El Regreso
Es una reimpresión recopilatoria, anunciada primero como "Selección HumandKind", sería publicada luego como "El Regreso". Destacan en esta edición dos nuevos formato de cartas, las Corte Radix que corresponden a los líderes de facción de ediciones anteriores con el corte característico de la antigua edición Radix y las Full Art que son la selección de 8 cartas con su ilustración en toda la carta, además trae 8 nuevas cartas a modo de conmemorar el retorno de Humankind luego de 15 años. El display “Humankind, El Regreso” contiene 24 sobres de 11 cartas. En cada sobre podrás encontrar 1 carta Rara, 4 cartas Infrecuentes y 6 cartas Comunes. Como dato curioso, a pesar de que la Edición se llamó "El Regreso", el código presente en cada carta es SHK, acrónimo para "Selección HumandKind".
Fecha de Lanzamiento: Agosto del 2020.
N.º Total de cartas: 250.
Frecuencia: 121 Raras, 69 Infrecuentes y 60 Comunes.
Cartas más importantes: Kitsune, Martillo, Layla, Guardián del Consejo.

### Colosos
Es el primer lanzamiento original luego de 14 años, y el segundo bajo la "Era Klu", a su vez de suma importancia, ya que Colosos continúa la historia de HumanKind ahí donde quedó Suburbia y las consecuencias de las acciones que los personajes tomaron en esa oportunidad. Esta vez, los Desviantes no están solos y se avecinan nuevas formas de imponerse sobre las demás facciones. Se presentan los Colosos, seres de alto poder que estaban dormidos y que ahora llegan a las filas de las diferentes facciones para seguir la lucha por la humanindad.
Fecha de Lanzamiento: 13 de marzo de 2021.
Número Total de cartas: 216 y 18 promocionales (a octubre de 2021).
Frecuencia: 79 Raras, 64 Infrecuentes y 73 Comunes.
Cartas importantes: Samantabhadra, O-p90, Jowangsin, Zeernebooch.
Lema: “Antiguos seres han despertado y se han unido a la guerra Desviante.”

### Alto Voltaje
Alto Voltaje es un mini set enfocado en la música dentro de las distintas facciones de humankind y como los personajes de las distintas facciones viven su lucha dentro y fuera del escenario. Presentando temáticas como el K-pop, el rock, la música electrónica y otros, este set agrega soporte a mecánicas del juego abriendo el abanico de juego. Se distribuye en 1 Santuario, 6 personajes, 3 aditamentos, 3 Manipulaciones y 2 tecnologías por facción. Vuelve el diseño "tradicional" de las cartas pero con un toque rejuvenecido, presentando un diseño traslúcido y una disminución en la caja de texto de las cartas.
Fecha de lanzamiento: 4 de septiembre de 2021
Número total de cartas: 60 cartas del set y 10 promocionales.
Frecuencia: 60 raras. (Formato Mini set)
Cartas importantes: Temple Azul, Heretic, Da Funk, Two Tone.

## Videojuego

### The Awakening
Humankind: The Awakening fue un TCG digital desarrollado por DarkPolygon Games Archivado el 13 de septiembre de 2017 en Wayback Machine., compatible con PC y Móviles, tanto en Android como iOS, que se lanzó durante el último trimestre de 2017 y que continuó con la historia tras los eventos de Suburbia.
Diez años han pasado desde el súbito y misterioso fin de una guerra oculta que llevó el mundo al colapso. Los vetustos santuarios, antaño bastiones de orgullo y seguridad, hoy no son más que polvo y ceniza. Las antiguas figuras han caído en batalla por traiciones, duelos o falta de voluntad. Los ideales por los que muchos lucharon, hoy se sienten vanas consignas vacías. 

La Aurora se acerca y con ella un nuevo despertar. Los Desviantes duermen entre los humanos, sin saber que a la sombra de la noche, los que madrugaron gestan los preparativos de un nuevo renacer. La luz revela a cuatro facciones que se creían desaparecidas, Corporación, Abismales, Quimera y Acracia, que poco a poco se despliegan sobre un nuevo campo de batalla, preparándose para el abrupto amanecer que se avecina.